# Cyrtococcum longipes
Cyrtococcum longipes är en gräsart som först beskrevs av Joseph Dalton Hooker, och fick sitt nu gällande namn av Aimée Antoinette Camus. Cyrtococcum longipes ingår i släktet Cyrtococcum, och familjen gräs. Inga underarter finns listade i Catalogue of Life.